# Acacia hammondii
Acacia hammondii är en ärtväxtart som beskrevs av Joseph Henry Maiden. Acacia hammondii ingår i släktet akacior, och familjen ärtväxter. Inga underarter finns listade i Catalogue of Life.